# ألكسندر لوكاشينكو
ألكسندر غريغوريفيتش لوكاشينكو (بالبيلاروسية: Аляксaндaр Рыгoравіч Лукашэнка) (بالروسية: Александр Григорьевич Лукашенко)، من مواليد 30 أغسطس 1954، هو الرئيس الحالي لروسيا البيضاء، مما يجعله أطول رئيس دولة في أوروبا حاليًا.
انتخب في 20 يوليو 1994 وأعيد انتخابه في 2001، 2006، 2010 و2015، رئاسته مثيرة للجدل بسبب انعدام الحرية السياسية. وصفه منتقدوه بالسلطوي والديكتاتوري، ويعتقد أنصاره أن سياسته منعت البلاد من أسوأ آثار التحول إلى الرأسمالية في حقبة ما بعد الاتحاد السوفيتي.
قبل الشروع في حياته السياسية، عمل لوكاشينكو مديرًا لمزرعة حكومية (سفخوز) وخدم في كل من قوات الحدود السوفيتية والجيش السوفيتي. في عام 1990، انتُخب لوكاشينكو لعضوية مجلس السوفييت الأعلى لجمهورية بيلاروس الاشتراكية السوفيتي. بعد حل الاتحاد السوفيتي، تولى منصب رئيس لجنة مكافحة الفساد المؤقتة التابعة للمجلس الأعلى لبيلاروسيا. في عام 1994، فاز بالرئاسة في الانتخابات الرئاسية الافتتاحية للبلاد بعد اعتماد دستور جديد.
عارض لوكاشينكو العلاج بالصدمة الاقتصادية خلال فترة انتقال ما بعد الاتحاد السوفييتي في تسعينيات القرن العشرين، وحافظ على ملكية الدولة للصناعات الرئيسية في بيلاروسيا. وقد أدى هذا إلى تجنيب بيلاروسيا فترات ركود مدمرة مثل تلك التي شهدتها دول ما بعد الاتحاد السوفيتي الأخرى ودول الكتلة الشرقية السابقة والتي منعت صعود الأوليغارشية. إن حفاظ لوكاشينكو على النموذج الاقتصادي الاشتراكي يتوافق مع الاحتفاظ برمزية الحقبة السوفييتي، بما في ذلك اللغة الروسية وشعار النبالة والعلم الوطني. وقد تم اعتماد هذه الرموز بعد استفتاء مثير للجدل عام 1995.
بعد نفس الاستفتاء، اكتسب لوكاشينكو سلطة متزايدة، بما في ذلك سلطة حل المجلس الأعلى، سهّل استفتاء آخر في عام 1996 ترسيخه للسلطة. ترأس لوكاشينكو منذ ذلك الحين حكومة استبدادية ووصفته وسائل الإعلام بأنه "آخر دكتاتور في أوروبا". لم يعتبر المراقبون الدوليون الانتخابات البيلاروسية حرة ونزيهة، باستثناء فوزه الأولي. تقمع الحكومة المعارضين وتحد من حرية وسائل الإعلام. وقد أدى هذا إلى فرض حكومات غربية متعددة عقوبات على لوكاشينكو ومسؤولين بيلاروسيا آخرين. سبق فوز لوكاشينكو المتنازع عليه في الانتخابات الرئاسية لعام 2020 مزاعم التلاعب بالأصوات، مما أدى إلى تضخيم الاحتجاجات المناهضة للحكومة، وهي الأكبر التي شهدتها فترة حكمه. وبالتالي، لا تعترف المملكة المتحدة والاتحاد الأوروبي والولايات المتحدة بلوكاشينكو كرئيس شرعي لبيلاروسيا بعد الانتخابات المتنازع عليها.
دوليًا، روسيا البيضاء في عهد لوكاشينكو معزولة، وغالبا ما يوصف هذا الأخير في الغرب باسم «آخر دكتاتور في أوروبا»، في إشارة إلى تقييده المستمر للحريات المدنية في بلاده. أساليبه مثيرة ومزعجة للاتحاد الأوروبي وروسيا. وهو ممنوع من زيارة الاتحاد الأوروبي والولايات المتحدة.
لا تعتبر روسيا البيضاء ديمقراطية حسب غالبية وسائل الإعلام الغربية والسياسيين، وقالت أن بلاده لا يمكن أن تنضم لمجلس أوروبا. ومع ذلك، يبدو أن الاتحاد الأوروبي أعاد منذ 2009 النظر في سياسته تجاه مينسك بعد تقديم الشراكة الشرقية مع العديد من دول الاتحاد السوفيتي السابق دون استبعاد روسيا البيضاء.
في ديسمبر 2010، أعيد انتخاب لوكاشينكو رسميا مع 79,67٪ من الأصوات. بعد وقت قصير من الإعلان عن إعادة انتخابه، المرفوض بشدة من قبل العديد من المراقبين من المجتمع الدولي، ألقي القبض على عدة مئات من معارضي لوكاشينكو وسجن 7 من 9 مرشحين آخرين لرئاسة الجمهورية. مع أكثر من 80٪ من الأصوات أعيد انتخابه في أكتوبر 2015 لولاية رئاسية خامسة، ضد منافسته الرئيسية تاتيانا كوروتكييفيتش.

## البدايات السياسية
ولد لوكاشينكو في قرية كوبيس (أوبلاست فيتسبك)، في ما كان يعرف آنذاك بجمهورية بيلاروس الاشتراكية السوفيتية. والده من أوبلاست سومي في أوكرانيا. تخرج لوكاشينكو من جامعة التاريخ بموغيليف في عام 1975. خدم من 1975 حتى 1977 ومن 1980 إلى 1982 في الجيش كحارس للحدود. في عام 1982، بعد خروجه من الجيش، أصبح نائب رئيس سوفخوز (مزرعة جماعية) وفي عام 1985 تمت ترقيته إلى منصب مدير مصنع مواد البناء لمزارع الدولة في منطقة (رايون) من شكلو [الفرنسية]. بالإضافة إلى ذلك، تخرج في عام 1985 من الأكاديمية الزراعية البيلاروسية.
في عام 1990، تم انتخاب لوكاشينكو نائبا للمجلس الأعلى لجمهورية روسيا البيضاء، أول مكتب سياسي. أسس جماعة سياسية تسمى «الشيوعيون من أجل الديمقراطية»، التي تدافع عن اتحاد سوفيتي ديمقراطي يقوم على مبادئ الشيوعية. لوكاشينكو هو العضو الوحيد الذي صوت ضد المصادقة على اتفاق ديسمبر 1991 بشأن تفكك الاتحاد السوفيتي وإنشاء رابطة الدول المستقلة. بعد تفكك الاتحاد السوفيتي، عاد لوكاشينكو لفترة وجيزة لإدارة مزارع الدولة.
واكتسب سمعة بعد اتهام خصمه بالفساد، تم انتخاب لوكاشينكو في عام 1993 ليصبح رئيسا في لجنة مكافحة الفساد في البرلمان البيلاروسي. على الرغم من أنه يحافظ على ارتباط وثيق مع الأحزاب الشيوعية، لكنه لم يعد له حظوة بسبب انتقاداته المتكررة ضد الفساد والامتيازات لنخبة الحزب الشيوعي. في أواخر عام 1993، اتهم 70 من كبار المسؤولين، بمن فيهم ستانيسلاف شوشكييفيتش، رئيس البرلمان، بالفساد بما في ذلك اختلاس أموال لأهداف شخصية. اتهامات لوكاشينكو أدت إلى تصويت لصالحه على الثقة التي فقدها ستانيسلاف شوشكييفيتش.

## الرئاسة

### الفترة الرئاسية الأولى
اعتمد الدستور الجديد في أوائل 1994. وبموجب الدستور الجديد، تم إجراء انتخابات رئاسية في أوائل يوليو من العام نفسه. وتنافس فيها ستة مرشحين، بما فيهم لوكاشينكو، شوشكييفيتش وفيتشيسلاف كييبيتش. وهذا الأخير هو المفضل، ولكن ما أثار استغراب معظم المراقبين، بأن لوكاشينكو الذي كان موضوع حملته «هزيمة المافيا» كان في الصدارة في الجولة الأولى بنسبة 45٪ من الأصوات. يوم 10 يوليو، فاز ألكسندر لوكاشينكو في الجولة الثانية بأكثر من 80٪ من الأصوات وأصبح، بسن تبلغ 40 سنة، أول رئيس لجمهورية روسيا البيضاء الفتية.
وبعد تنصيبه، أخذ إجراءات سريعة من أجل تحقيق الاستقرار في الاقتصاد. فتضاعف الحد الأدنى للأجور، وراقب الأسعار وألغى الإصلاحات الاقتصادية القليلة التي تم القيام بها. وواجه وضعا صعبا لإحياء الاقتصاد الشيوعي في بلاد يعيش فيها 10.4 مليون نسمة محاطة بدول رأسمالية ناشئة. اعتمدت روسيا البيضاء اعتمادا كليا على الغاز والكهرباء المستوردة من روسيا والمدفوعة بأسعار تفضيلية. عدم وجود الوسائل المالية لدفع ثمن الواردات الروسية جعل التعاون الاقتصادي مع روسيا أكثر ضروريا لروسيا البيضاء.
خلال العامين الأولين من رئاسته، واجه لوكاشينكو معارضة قوية. في عام 1995، قام البنك الدولي وصندوق النقد الدولي بتعليق القروض المالية لروسيا البيضاء بسبب عدم وجود إصلاحات اقتصادية.

#### تعزيز صلاحيات رئيس الجمهورية والنزعات الاستبدادية
في صيف عام 1996، وقع 70 نائبا من أصل 110 بالبرلمان البيلاروسي على عريضة لعزل لوكاشينكو من منصبه لانتهاكه الدستور. دعى الأخير كبار المسؤولين الروس للعب دور «الوسطاء» من بينهم فيكتور تشيرنوميردين (رئيس وزراء روسيا)، ومنع تمرير قرار ملتمس للرقابة. بعد فترة وجيزة، 24 نوفمبر 1996، نظم لوكاشينكو استفتاءً لتمديد فترة ولايته من أربع إلى سبع سنوات، ولكن أيضا زاد صلاحياته بما في ذلك إمكانية إغلاق البرلمان. في 25 نوفمبر، أعلن لوكاشينكو أن 70.5٪ من الناخبين صوتوا ب «نعم» بمشاركة من 84٪. وحظرت الحكومة قناة تلفزيونية معارضة وإذاعة، كما منعت أي نشر للصحف المعارضة. في هذه الظروف، رفضت الولايات المتحدة والاتحاد الأوروبي الاعتراف بشرعية الانتخابات.
اقتحمت الشرطة البرلمان وسجنت 89 من أصل 110 نواب كـ«خَوَنة». وتم تعيين برلمان جديد يتكون من 110 نواب موالين للوكاشينكو.تم إدانة هذا الانقلاب بالإجماع من قبل المجتمع الدولي ومنظمات حقوق الإنسان. استقال رئيس الوزراء ووزيران آخران كاحتجاج، كما سبعة أعضاء من الإحدى عشرة التي تؤلف المحكمة الدستورية. وحل محلهم موالون للوكاشينكو. قوّى لوكاشينكو أيضا سلطته عن طريق إغلاق العديد من الصحف المعارضة، وزاد من صلاحيات لجنة أمن الدولة (روسيا البيضاء هي الدولة الوحيدة في الاتحاد السوفيتي السابق قد احتفظت بهذا الاسم).
في أوائل عام 1998، قام البنك المركزي الروسي بوقف التعامل بالروبل البيلاروسي، مما أدى إلى انخفاض حاد في الأخير على سوق العملات. أخذ لوكاشينكو السيطرة على البنك المركزي البيلاروسي وأمر بإعادة سعر الصرف إلى المعدل السابق وتجميد الحسابات المصرفية والحد من نشاط البنوك التجارية. مما سبب حالة من الذعر. وقال لوكاشينكو أن مشاكل البلاد تأتي من «المخربين الاقتصاديين» داخل البلاد وخارجها. تم اعتقال ثلاثين مسؤولا وطاف بهم على القنوات التلفزيونية الحكومية، وتم «معاقبة» مئات آخرين. وانتقد لوكاشينكو حكومات أجنبية للتآمر ضده، وقام في أبريل 1998، بطرد سفراء الولايات المتحدة، بريطانيا، فرنسا، ألمانيا، اليونان، إيطاليا واليابان. على الرغم من أن السفراء في نهاية المطاف حصلوا على فرصة للعودة، كثف لوكاشينكو هجماته الكلامية ضد الغرب. وصور خصومه السياسيين بـ «العملاء» للقوى الأجنبية المعادية له. وبدأ استفزازاته بطرد وفد صندوق النقد الدولي ووصفههم بـ«المحتالين»، وأكد أن الغرب تآمروا في الألعاب الأولمبية الشتوية 1998 للحد من عدد الميداليات البيلاروسية.
في نوفمبر 1995، خلال مقابلة مع صحيفة هاندلسبلات [الفرنسية] الألمانية، أشار لوكاشينكو إلى أنه لم يكن لأدولف هتلر نواح سيئة فقط:
«إن تاريخ ألمانيا بشكل أو بآخر نسخة من تاريخ بيلاروسيا في بعض النقاط. تعافت ألمانيا بسبب العمال الأقوياء. كل ما هو متعلق بأدولف هتلر ليس سيئا. تذكر السياسة في ألمانيا. حيث نمت السلطة الألمانية لعدة قرون. تحت هتلر، بلغت هذه العملية ذروتها. هذا هو تماما بما يتماشى مع رؤيتنا لجمهورية رئاسية ودور رئيسها. وأريد أن أؤكد أن الرجل لا يمكن أن يكون أسودا أو أبيضا فقط. هناك أيضا جوانب إيجابية. خرجت ألمانيا من بين أنقاض الماضي بمساعدة من سلطة رئاسية قوية. ارتفعت ألمانيا بفضل تلك القوة، وذلك بفضل حقيقة توحد الأمة كلها حول زعيمها. نعيش اليوم فترة مماثلة فيجب علينا أن نتحد حول شخص أو مجموعة من الناس للبقاء على قيد الحياة...».

### الفترة الرئاسية الثانية
كان ينبغي الانتهاء من فترة الرئاسة الأولى في يوليو 1999، ولكن بعد استفتاء عام 1996، تم تمديده حتى سبتمبر 2001. وموضوعات الحملة الرئاسية للوكاشينكو متشابهة إلى حد كبير بمثيلتها في 1994: السيطرة على الاقتصاد، الشراكة مع روسيا، سلطة رئاسية قوية للحفاظ على النظام، والمعارضة لتوسع الناتو شرقا، معارضة نماذج الديمقراطية التي تجسدها الدول الغربية، وبالتالي معارضة فكرة أي علاقة خاصة مع واحدة من الدول الغربية. منافسه هو والادزيمير هانتشاريك. جرت الانتخابات في 9 سبتمبر 2001 وفاز لوكاشينكو من الجولة الأولى. ومع ذلك، قالت منظمة الأمن والتعاون في أوروبا أن الانتخابات لم تف بالمعايير الدولية. وبالمثل، أكدت منظمات حقوق الإنسان أنه تم مضايقة المعارضة مضايقات منهجية وتعذر وصولهم إلى وسائل الإعلام التي تسيطر عليها الدولة. وانتقدت الحكومات الغربية أيضا الانتخابات بينما هنأت روسيا علنا لوكاشينكو بعد إعادة انتخابه.
رفض لوكاشينكو الانتقادات التي وجهت له حول سياسته الاستبدادية، وادعى أنها البديل الوحيد لدعم الاستقرار. وانتخب رئيسا للجنة الأولمبية البيلاروسية، خلافا لحكم اللجنة الأولمبية الدولية التي تحظر تولي كبار المسؤولين مثل هذا المنصب.

### الفترة الرئاسية الثالثة

#### الانتخابات الرئاسية في 2006
تم انتخاب لوكاشينكو لمدة خمس سنوات في 19 مارس 2006 بنسبة 82.6٪ من الأصوات بعد أن اعتبرت الانتخابات «لا تتفق مع المعايير الدولية» وليست ديمقراطية من قبل منظمة الأمن والتعاون في أوروبا. ومن جانبه، وصف مجلس أوروبا الانتخابات بأنها "انتخابات مزيفة". بعثة المراقبة لرابطة الدول المستقلة، ومع ذلك، وصفت الانتخابات الرئاسية بالشفافة والمفتوحة. وكان في هذه الانتخابات خطر كبير على لوكاشينكو الذي يخشى «ثورة» على غرار مثيلاتها الأوكرانية والجورجية.

### الفترة الرئاسية الرابعة

#### الانتخابات الرئاسية في 2010

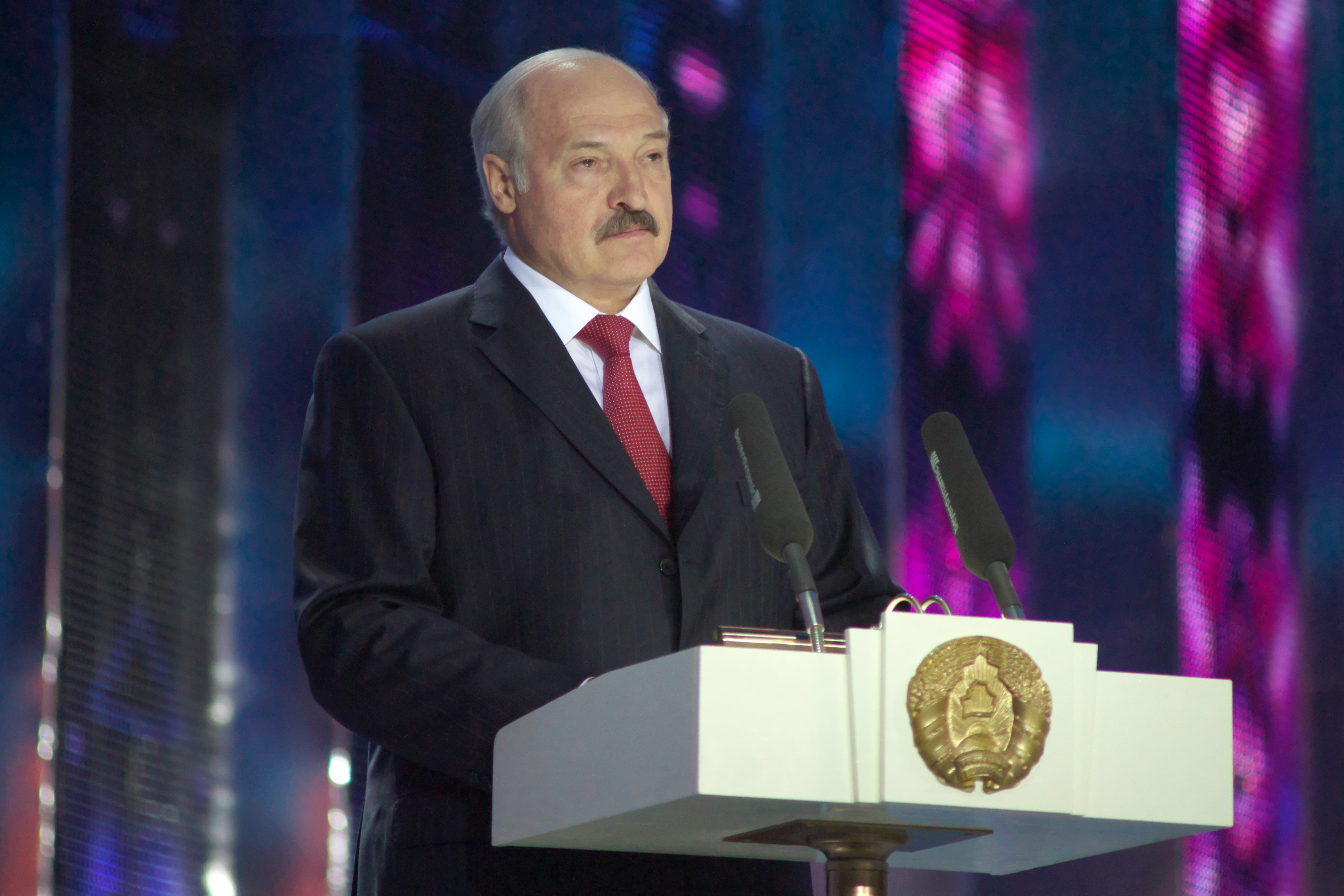
ألكسندر لوكاشينكو، يوليو 2015

بعد ستة عشر عاما على رأس الدولة، لم يكن حصول ألكسندر لوكاشينكو على فترة رئاسية رابعة مفاجئة. ووصف معارضيه خلال حملته بأنهم "أعداء الشعب". على الرغم من أن «الثورة الزرقاء» نُظمت للمطالبة بإقالته، حصل لوكاشينكو في ديسمبر 2010 على 79.67٪ من الأصوات. وقالت منظمة الأمن والتعاون في أوروبا بأن فرز الأصوات «ناقص» والانتخابات «بعيدة عن المبادئ الديمقراطية» ·  ·  ·  · .

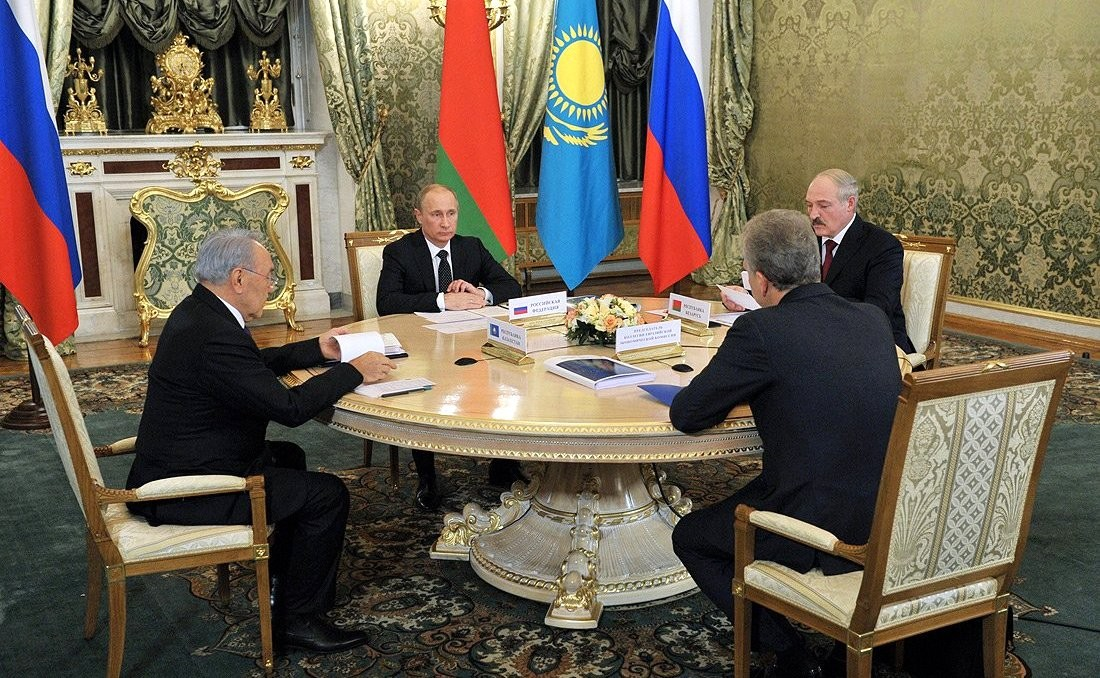
لوكاشينكو في اجتماع مع قادة الاتحاد الاقتصادي الأوروآسيوي

في الأحد 19 ديسمبر 2010، يوم إعلان نتائج الانتخابات، انتشرت العديد من الاحتجاجات العنيفة، هوجم مقر الحكومة  ، وتم اعتقال مئات المتظاهرين المعارضين. سبعة من مرشحي المعارضة التسعة ألقي القبض عليهم في نفس اليوم. وأدان الاتحاد الأوروبي والولايات المتحدة موجة القمع.
في 22 ديسمبر قال رئيس روسيا ديمتري ميدفيديف «لن أعلق على هذه الانتخابات فهو حدث داخلي لروسيا البيضاء وخارجي عن الاتحاد الروسي».
وقد وقع ألكسندر لوكاشينكو مع ديمتري ميدفيديف اتفاقية لإنشاء اتحاد جمركي يشمل روسيا وبيلاروسيا وكازاخستان. وهدفه إلغاء الضوابط الجمركية على الحدود وإقامة فضاء اقتصادي مشترك بحلول يناير 2012.

#### العقوبات الدولية في 2011
على الرغم من عدة سنوات من الافتتاح الدبلوماسي واحتجاجا على اعتقال النظام للمعارضة، قرر المجتمع الدولي في أوائل عام 2011 سلسلة من العقوبات الاقتصادية كبيرة كتجميد الأصول المالية، وتم حظر التأشيرات الأوروبية والأمريكية الشمالية على لوكاشينكو والعديد من معاونيه.

### الفترة الرئاسية الخامسة

#### الانتخابات الرئاسية في 2015
تم إعادة انتخاب لوكاشينكو بنسبة 80% من الأصوات في 11 أكتوبر 2015.

### الفترة الرئاسية السادسة (2020- إلى الآن)
أُعيد انتخاب لوكاشينكو وفقًا لإحصاء أولي في 9 أغسطس 2020، رئيس بيلاروسيا لولاية سادسة. حذّر وزير الخارجية الأمريكي مايك بومبيو من أنّ الانتخابات «لم تكن نزيهة أو قانونية». اندلعت احتجاجات حاشدة في جميع أنحاء بيلاروسيا في أعقاب الانتخابات الرئاسية البيلاروسية 2020، التي شابتها تكهنات بوجود تزوير انتخابي على نطاقٍ واسع. ادّعت المرشحة الرئاسية المعارضة سفياتلانا تسيخانوسكايا بعدئذ، أنها حصلت على 60-70% من الأصوات وشكّلت مجلس التنسيق لتيسير الانتقال السلمي والمنظم للسلطة في بيلاروسيا. أشار وزير الخارجية الليتواني ليناس أنتاناس لينكيفيتشوس إلى لوكاشينكو بأنه «الرئيس السابق» لبيلاروسيا يوم 15 أغسطس 2020. ويُروَى أنّ سلطات الرئيس لوكاشينكو التمست ممثلي الكرملين عن إمكانية هروب لوكاشينكو إلى روسيا. وعلاوةً على ذلك، أُفيد بأن روسيا وضعت خيارًا مُحتملًا لاستقالة لوكاشينكو من منصب رئيس الدولة.
أصدر أعضاء البرلمان الأوروبي في 17 أغسطس 2020 بيانًا مشتركًا ذكروا فيه أنهم لا يعترفون بألكسندر لوكاشينكو رئيسًا لبيلاروسيا، معتبرين أنه شخص غير مرحب فيه في الاتحاد الأوروبي. ووافقت الدول الأعضاء في الاتحاد الأوروبي على عدم الاعتراف بالنتائج وأصدرت بيانًا يوم 19 أغسطس قالت فيه: «انتخابات 9 أغسطس لم تكن حرة ولا نزيهة، لذا فإننا لا نعترف بالنتائج». رفضت حكومات الولايات المتحدة والمملكة المتحدة وكندا الاعتراف بالنتائج أيضًا. صرّح جوزيب بوريل بوضوح في مقابلة أُجرِيَت معه يوم 22 أغسطس بأنّ الاتحاد الأوروبي لا يعترف بلوكاشينكو رئيسًا شرعيًا لبيلاروسيا بالطريقة ذاتها التي لا يعترف بنيكولاس مادورو رئيسًا شرعيًا لفنزويلا.
ظهرت لقطات يوم 23 أغسطس 2020 تظهر لوكاشينكو في قصر الاستقلال في العاصمة مينسك. شوهد في أول مقطعي فيديو وهو يسير بالقرب من طائرة مروحية، مرتديًا سترةً واقية من الرصاص ويحمل بندقية هجومية (ربما أيه كيه-47) ثم يتجوّل في أراضي القصر. سمع لوكاشينكو في اللقطات الأخيرة يقول «اتركوني وشأني»، و«لم يبق أحد هناك، أليس كذلك؟». وشُوهِدَ ابنه نيكولاي البالغ من العمر 15 عامًا وهو يرتدي زيًا عسكريًا ويحمل مسدسًا.
وشُوِهَد في مقطع فيديو ثالث وهو يعاين المتظاهرين من طائرة هليكوبتر وسُمِعَ وهو يقول «انظر كيف هربت الفئران» في إشارة واضحة إلى المتظاهرين. وشُوِهَد لوكاشينكو في مقطع فيديو رابع وهو يزيل العلم السابق لبيلاروسيا من حوض أزهار، ويلوح لأفراد الأمن ويشير إلى المتظاهرين، قائلًا «سنتعامل معهم». أصبح قصر الاستقلال مجددًا مسرحًا للاحتجاجات في 30 أغسطس، وعندما سُئِلَ عن مكان وجود ألكسندر لوكاشينكو في هذا اليوم، نشر فريقه الإعلامي صورة غير مؤرخة له وهو يتجول في أراضي قصر الاستقلال حاملًا بندقية.
نُصِّبَ لوكاشينكو يوم 23 سبتمبر 2020 رسميًا رئيسًا لولاية سادسة في حفل أقيم في قصر الاستقلال حضره مجموعة مُدعَّوة من 700 ضيف. أعلن لوكاشينكو في 27 نوفمبر 2020 أنه سيستقيل بمجرد اعتماد دستور بيلاروسيا الجديد.
قرر المجلس التنفيذي للجنة الأولمبية الدولية في ديسمبر 2020 استبعاد جميع أعضاء اللجنة الأولمبية البيلاروسية من جميع فعاليات اللجنة الأولمبية الدولية إلى أجلٍ غير محدد، مستهدفًا على الأخص لوكاشينكو الذي اُنتخِبَ رئيسًا للمجلس عام 1997. كشف جهاز الأمن الفيدرالي الروسي في 17 أبريل 2021 عن انقلاب عسكري مزعوم ومحاولة اغتيال للرئيس لوكاشينكو، وذكرت روسيا أنها منعت مقتل الرئيس البيلاروسي أيضًا. اثنان من المشتبه بهم، الذين اعتقلوا بناء على طلب الرئيس، هما ألكسندر فيدوتا ويوري زينكوفيتش. كلاهما من منتقدي لوكاشينكو، والأخير يحمل الجنسيتين الأمريكية والبيلاروسية، رغم أن بيلاروسيا لا تعترف بالجنسية المزدوجة.
أعلن لوكاشينكو في 24 أبريل 2021 أنه سيوقع مرسومًا لتعديل النقل الطارئ للسلطة. «سأوقع مرسومًا ينظّم هيكلية السلطة في بيلاروسيا. إذا أُطلِقَ النار على الرئيس، ستنتقل السلطة إلى مجلس الأمن». الرئيس هو رئيس مجلس الأمن، ومع ذلك يعتبر ابنه الأكبر فيكتور لوكاشينكو، زعيمًا غير رسمي. وبموجب القانون الحالي، يتولّى رئيس الوزراء الصلاحيات الرئاسية إذا أصبحت كرسي الرئاسة شاغرة، لكن لوكاشينكو قال إن رئيس الوزراء سيصبح الزعيم الاسمي فقط، وستُتَّخذ جميع القرارات من قبل مجلس الأمن المُؤلَّف من 20 عضوًا يُختارون بالاقتراع السري.
لم يوقّع الرئيس بعد على المرسوم وسيكون مناقضًا للدستور أيضًا لأن المادة 89 تنص على آلية الانتقال الطارئ للسلطة. واعتبرت هذه الخطوة بمثابة تمكين لابنه، وأن يكون في وضع مثالي لخلافته في الانتخابات المقبلة، وأن تُمنَع المعارضة أيضًا من الوصول إلى السلطة، وأن تكون بمثابة ضمان ضد رئيس وزراء «سيء». وتجدر الإشارة إلى أن جميع أعضاء مجلس الأمن هم أكثر حلفاء لوكاشينكو ولاءً.
قدّم البيلاروسيون في ألمانيا شكوى قانونية ضد لوكاشينكو بتهمة «جرائم التعذيب الذي تمارسه الدولة» و«الجرائم ضد الإنسانية» في 5 مايو 2021. وإن دخل ألمانيا فإنه سيواجه خطر المحاكمة أو إذا أدين ودخل ألمانيا سيواجه عقوبة من المحكمة. ردّ لوكاشينكو بأن ألمانيا ليست في وضع يسمح لها بانتقاده، مشيرًا إلى الحكومة الألمانية بأنها «وريثة الفاشية». وقال في الوقت ذاته أنّه لن يستقيل، في تراجع عن تصريحه في نوفمبر، لكنه قال أنّه سيدعو إلى انتخابات رئاسيّة مبكرة إذا وفقط إذا فعلت الولايات المتحدة ذلك أيضًا.
وقّع لوكاشينكو في 9 مايو 2021 مرسومًا رئاسيًا بعنوان «حماية السيادة والنظام الدستوري». وينصّ مرسوم الطوارئ على أنّه في حالة عدم قدرة الرئيس على أداء واجباته، ستُفرَض الأحكام العرفية فورًا وستُنقَل السلطة الرئاسية إلى مجلس الأمن، الذي يُعتقَد على نطاق واسع أنّه يتألف من حلفاء أقوياء للرئيس لوكاشينكو. وينصّ أيضًا على أن مجلس الأمن هو المسؤول عن تنظيم انتخابات رئاسيّة جديدة. وعلى الرغم من التناقض الواضح مع المادة 89 من الدستور، أشادت السلطات البيلاروسية بالمرسوم وأعلنت أنه يتوافق تمامًا مع التشريع وأصبح دستوريًا.
وقال نائب من مجلس النواب لوسائل الإعلام الحكومية، قناة بيلاروسيا-1: «المرسوم ضروري للغاية وأُصدِرَ في الوقت الملائم. ويتوافق تمامًا مع التشريع ويهدف إلى تعزيز سيادة مواطنينا واستقلالهم وأمنهم. لماذا؟ هناك حرب هجينة تُشنّ الآن ضد بيلاروسيا وهذا ليس بالأمر المخفيّ. وعلاوةً على ذلك، نحن في مرحلة وقع فيها انقلاب مُسلّح. لذلك عندما يتساءل شخص ما، كيف يكون ذلك ممكنًا؟ انظروا إلى دول ما بعد الاتحاد السوفيتي، انظروا إلى الشرق الأوسط، انظروا إلى الأحداث في جميع أنحاء العالم. يُغتَال الرؤساء ويُستَولى على السلطات في البلدان. لقد قُصِفَت يوغوسلافيا وسط أوروبا، انظروا إلى ما حدث في أوكرانيا وقيرغيزستان وأرمينيا وجورجيا. كل هذه الثورات المزعومة هي انقلابات غير شرعية، يقف خلفها دائمًا تمويل غربي وشركات خدمات خاصة. وبطبيعة الحال، يجب علينا تعزيز أمننا القومي وإزالة هذه المخاطر. هذا هو بالضبط ما يهدف إليه المرسوم. ويهدف إلى التأكد من أن البيلاروسيين فقط هم الذين يجب أن يقرروا مستقبل البلاد». في 27 يناير 2025، أظهرت النتائج الأولية للانتخابات الرئاسية في بيلاروس تحقيق الرئيس ألكسندر لوكاشينكو فوزًا كبيرًا، وسط انتقادات من جهات غربية اعتبرت العملية الانتخابية غير نزيهة. وبذلك، يمدد لوكاشينكو فترة حكمه المستمرة منذ 31 عامًا.

## بيانات عامة ومواقف
في 21 مايو 2007، التقى ألكسندر لوكاشينكو بمحمود أحمدي نجاد ودعم البرنامج النووي الإيراني.
في عام 2011، صرح لوكاشينكو علنا بكراهيته «للمثليين» وانتُقد لأنه نصح وزير الخارجية الألماني غيدو فيسترفيله المثلي الجنس، بالقيام بـ«حياة طبيعية». وأجاب النقاد قائلاً: «إننا نعيش في مجتمع ديمقراطي [روسيا البيضاء] ولدي الحق في إعطاء موقفي.».
في عام 2013، تلقى الرئيس جائزة نوبل للجهلاء لأنه حظر عمل التصفيق. كما تقاسمت معه الشرطة الجائزة لاعتقالها بطريق بتهمة التصفيق.

## العائلة

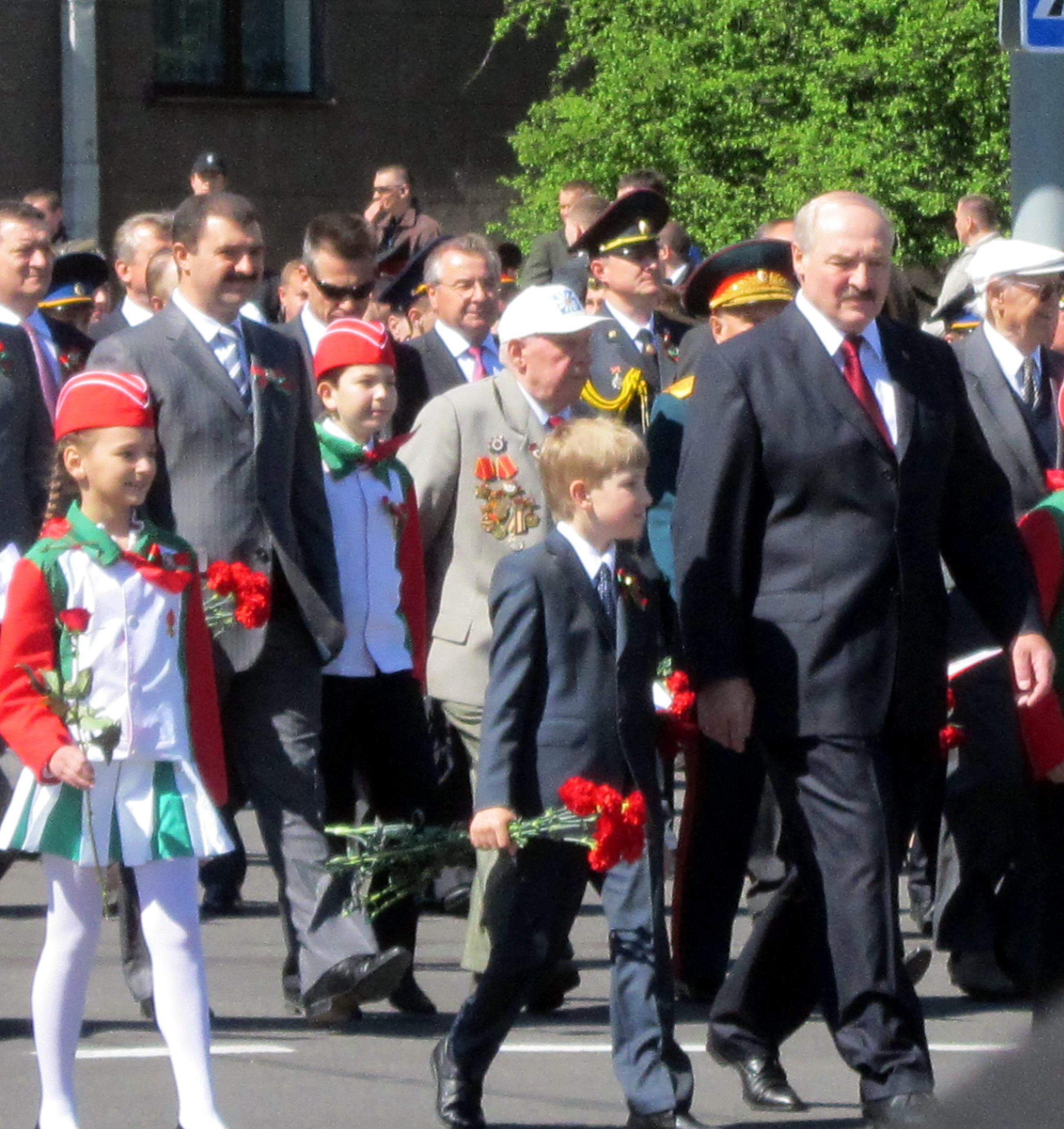
ألكسندر لوكاشينكو برفقة ابنه كوليا

تزوج لوكاشينكو في عام 1977 من غالينا روديونوفنا زلنيروفيتش. الممتلك الوحيد للرئيس البيلاروسي هو منزل أسرة لوكاشينكو في ريجكوفيتشي، وهو حي من أحياء شكلو [الفرنسية]، حيث لا تزال تعيش غالينا مع كلب الراعي الألماني، بالو. ابنه الأكبر فيكتور هو عضو في مجلس أمن بيلاروسيا ويحتل ابنه الأصغر ديمتري منصب رئيس النادي الرئاسي الرياضي وأعد مشاركة الرياضيين البيلاروس في دورة الألعاب الأولمبية الصيفية 2008 في بكين.
وكان للوكاشينكو ابن، كوليا، في عام 2004 من عشيقته إيرينا آبلسكايا، التي كانت لفترة طويلة طبيبته الخاصة. أعرب ألكسندر لوكاشينكو في اجتماع مع الفلاحين «سبق أن قلت، ابني الأصغر سيصبح رئيسا.» يرافق كوليا أباه في مناسبات مثل زيارةٍ لفلاديمير بوتين، وأخرى للبابا بنديكتوس السادس عشر، أو المناورات العسكرية.

## روابط خارجية
- ألكسندر لوكاشينكو على موقع IMDb (الإنجليزية)
- ألكسندر لوكاشينكو على موقع الموسوعة البريطانية (الإنجليزية)
- ألكسندر لوكاشينكو على موقع مونزينجر (الألمانية)
- ألكسندر لوكاشينكو على موقع إن إن دي بي (الإنجليزية)
- ألكسندر لوكاشينكو على موقع قاعدة بيانات الفيلم (الإنجليزية)
- ألكسندر لوكاشينكو على موقع أوليمبيديا (الإنجليزية)